# دیرگداز

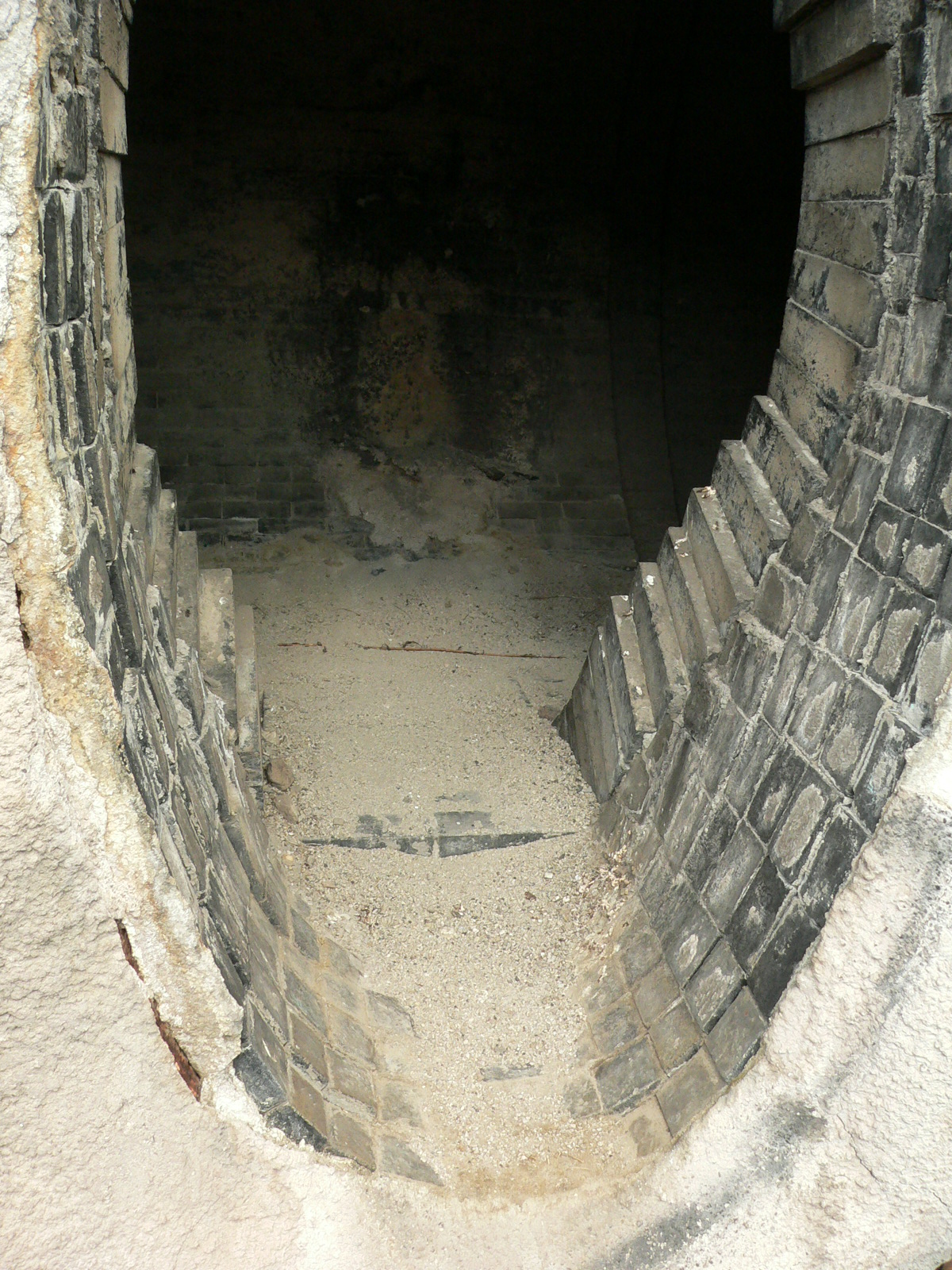
آجرهای نسوز در یک کوره.

مواد نسوز یا دیرگداز (به انگلیسی: refractory material) به کلیه موادی گفته می‌شود که در درجه حرارت بالا خواص فیزیکی، شیمیایی، مکانیکی و ترمومکانیکی آن تغییر نمی‌کند و به خصوص در مقابل فشار، سایش، شوک حرارتی و خوردگی شیمیائی از خود مقاومت لازم را نشان می‌دهند. چنین موادی در طیف گسترده از صنایع کاربرد دارند و به عنوان کالای استراتژیک تلقی می‌شوند. تقسیم‌بندی نسوزها بر اساس کاربرد به شرح زیر می‌باشند:
1. محصولات شکل دار: که با استفاده از روش‌های ریخته‌گری، کوبیدن یا پرس در کارخانجات نسوز تهیه می‌شوند.
2. محصولات بی‌شکل: که در محل مصرف با روش‌های مناسبی از جمله ریخته‌گری، پاشش و کوبیدن به صورت لایه، حامل‌های مصرف را پوشش می‌دهد.
3. محصولات ویژه: به صورت شکل داده شده یا بی‌شکل مورد استفاده قرار می‌گیرند.
4. محصولات عایق و سبک: نیز به صورت شکل داده شده و بی‌شکل در صنعت نسوز مصرف می‌گردند.

مواد دیرگداز گران‌بها هستند و هرگونه خرابی در این مواد باعث افزایش زمان تولید، از بین رفتن ادوات و در برخی مواقع باعث از بین رفتن محصول می گردد. نوع دیرگداز مصرفی بر روی میزان مصرف انرژی، کیفیت محصول نهایی و همچنین بر فرایند ایمن در تولید مواداثر گذار است. نباید برای پرسنل خط تولید و کسانی که آن‌ها را نصب می‌کنند، شرایط خطرناک ایجاد کنند. در ضمن دیرگدازها نباید در شرایط استفاده شدن و همچنین پس از اینکه به صورت زباله صنعتی در می‌آیند، باعث آلودگی زیست‌محیطی شوند؛ بنابراین انتخاب نوع دیرگداز برای کاربردهای معین بسیار مهم می‌باشد.

## کاربرد و اهمیت صنعتی دیرگدازها
عملکرد کوره‌های صنعتی متأثر از نوع نسوزها یا دیرگدازهایی است که در آن بکار رفته‌است. مرغوبیت و خواص دیرگدازهای مصرفی به همراه نصب صحیح آن‌ها، عواملی هستند که عمر مفید و بازدهی کوره‌ها را مشخص می‌کنند. بررسی و شناخت دقیق و علمی دیرگدازها به عنوان یک شاخص اصلی در صنایع مادر کشور، که مصرف‌کننده اصلی آن‌هاست، امری ضروری است. البته بکارگیری و نصب صحیح دیرگداز در کوره‌ها، طراحی دقیق و مهندسی، در بازدهی کوره‌ها حائز اهمیت است. ارزیابی‌ها نشان می‌دهد که حتی اگر دیرگدازهای عالی و مناسب هم در دسترس باشند ولی به‌طور صحیح از آن‌ها استفاده نشود بازدهی مناسبی نخواهد داشت.
شایان ذکر است که نیاز به دیرگدازها صرفاً در ارتباط با حرارت نیست، بلکه عوامل دیگری نیز مطرح است، مانند استحکام (مخصوصاً استحکام در دمای بالا) و مقاومت در برابر خوردگی (شیمیایی-فیزیکی).
صنایع متعددی در فرایند تولید خود نیازمند مصرف دیرگداز هستند، در زیر بخشی از آن‌ها اشاره می‌شود:
- صنایع آهن و فولاد
- صنایع فلزات غیرآهنی
- صنایع شیشه
- صنایع پتروشیمی
- صنایع پالایشگاهی
- نیروگاه‌ها
- کوره‌های صنایع سرامیک
- توربین‌های گازی
- رآکتورهای هسته‌ای
- صنایع سیمان و آهک
- کوره‌های زباله سوز

در صنعت متالورژی، دیرگدازهادر کوره‌های ذوب فلزات، خطوط نقل و انتقال مذاب و سرباره، جداره‌های دودکش‌ها و مجاری عبور گاز بکار گرفته می‌شوند. در صنایع غیرفلزی، دیرگدازها عمدتاً در گرمکن‌ها، ریفورمرهای هیدروژنی، ریفورمرهای اولیه و ثانویه آمونیاک، کوره‌های کراکینگ، زباله سوزها، بویلرها، واحدهای کراکینگ کاتالیستی، کک سوزی، کوره‌های گوگرد و… بکار گرفته می‌شوند. با توجه به نوع کاربرد، دیرگداز باید تأثیرات مخربی همچون مواد ساینده، فشار، عوامل شیمیایی، شوک حرارتی، ضربات فیزیکی، تجزیه‌های حرارتی، و… را تحمل کند. این عوامل مخرب معمولاً در دمای بالا اتفاق می‌افتند.
از آنجایی که فرایندهای بیان شده نیازمند دماهای عملیاتی بالا هستند، مواد دیرگداز مورد استفاده در این صنعت باید در دماهای بالا و پایین‌تر از دمای عملیاتی پایدار باشند.

## خواص دیرگدازها
خواص یک دیرگداز متأثر از چند عامل مهم می‌باشد که کنترل هر یک از آن‌ها دارای اهمیت است. مهم‌ترین این عوامل عبارت‌اند از:
- ریزساختار
- نوع و خلوص مواد اولیه
- تکنولوژی ساخت
- عوامل و شرایط محیطی

با توجه به نوع مواد اولیه و کیفیت نهایی، فرایند ساخت خاصی انتخاب می‌شود که ریزساختار مطلوب را ایجاد کند. وقتی نسوزی با کیفیت مطلوب ایجاد شود، خواص و شرایط کاری مورد نظر را خواهد داشت و نیز در معرض تخریب زود هنگام نخواهد بود؛ لذا برای شناخت بیشتر و دقیق‌تر انواع دیرگدازها و به منظور بررسی کیفیت محصولات تولیدی و کسب اطلاعات لازم، اندازه‌گیری ویژگی‌ها و خواص دیرگدازها و در نهایت تطبیق آن با استانداردهای موجود (چه استاندارد داخلی و چه استاندارد جهانی)، ضرورت تام دارد.

## مواد اصلی دیرگداز
مواد دیرگداز بر پایهٔ شش اکسید اصلی، SiO۲ ،ZrO۲ ،MgO ,CaO ,Cr۲O۳ ،Al۲O۳ و ترکیبات بین آن‌ها که به‌تازگی اغلب در ترکیب با کربن نیز هستند، قرار دارند.
مواد اولیه صنعت نسوز عبارتند از منیزیت، بوکسیت، سیلیس، دولومیت، رس‌های دیرگداز، پیروفیلیت، سیلمانیت، کرومیت، گرافیت، زیرکون، ورمیکولیت و دیاتومیت و اولوین

## ویژگی‌ها
این مواد امکان استفاده از مواد را فراهم می‌نمایند. در این مواد خواص حرارتی به عنوان ویژگی اصلی مد نظر می‌باشد در حالی که سرامیک‌ها عمدتاً به علت خواص مکانیکی، شیمیایی، نوری، الکتریکی و مغناطیسی مورد استفاده هستند. حجم استفاده از این مواد در مقایسه با سرامیک‌ها بسیار زیاد است. عمدتاً دارای درصد بالایی تخلخل هستند درحالی که عمدتاً سرامیک‌ها به صورت چگال کاربرد دارند.
عمده چگال شدن ساختار به هنگام شکل‌دهی حاصل می‌شود نه به هنگام پخت.
عمر مفید جداره نسوز کوره‌های صنعتی عمدتاً به طراحی، روش‌های نصب و همچنین انتخاب مواد نسوز برای شرایط سرویس دهی بستگی دارد. هر گروه از این مواد؛ یعنی، شکل دار یا بی‌شکل و متراکم یا سبک، نیاز به تکنیک‌های طراحی و نصب خاص خود را دارد.
امروزه کار طراحی توسط نرم‌افزارهای کامپیوتری انجام می‌شود.

## کاربردهای محصولات دیرگداز
محصولات دیرگداز برای کاربردهای زیر مورد استفاده قرار می‌گیرند:
- جداره دستگاه‌هایی که فرایندهای حرارتی دارند (کوره‌های ذوب، پخت و عملیات حرارتی) و مخازن حمل مذاب.
- عایق‌کاری گرمایی
- ساخت قطعاتی طراحی شده در محیطهای گرم (سر مشعلها. سر نازلها)

صنعت آهن و فولاد بزرگ‌ترین مصرف کنندهٔ محصولات دیرگداز است. از دیگر صنایع مصرف کنندهٔ محصولات دیرگداز، صنایع نفت، گاز و پتروشیمی است.
همچنین در صنایع شیشه، نیروگاه‌ها، رآکتورهای هسته ای، کوره‌های ساخت سیمان و آهک، کوره‌های زباله سوزی (برای تولید برق)، صنایع فلزات غیرآهنی (مس، آلومینیم، روی و سرب و…)و توربین‌های گازی نیز کاربرد چشم‌گیری دارند.
اتلاف گرمایی از جدارهٔ کوره به عوامل زیر بستگی دارد:
1. دمای داخل کوره
2. دمای هوای بیرون
3. سرعت جریان هوای بیرون
4. پیکربندی دیواره‌های کوره
5. قابلیت نشر دیواره‌ها
6. ضخامت دیواره‌ها
7. رسانایی گرمایی دیواره‌ها

دو مورد آخر که در بالا اشاره شد به راحتی بوسیلهٔ تولیدکنندگان کوره قابل کنترل است. از بحث انجام شده می‌توان موارد زیر را نتیجه گرفت:
1. هنگامی که ضخامت دیواره افزایش یابد، اتلاف گرما کاهش می‌یابد.
2. هنگامی که ضخامت عایق افزایش یابد، اتلاف گرما کاهش می‌یابد.
3. تأثیر عایق کاری در کاهش اتلاف گرما از افزایش ضخامت دیرگداز بیشتر است (تقریباً یک سانتیمتر از یک آجر عایق تأثیری برابر با ۵–۸سانتیمتر آجر ساخته شده از رس را دارد)
4. در کوره‌های غیرمداوم، جدارهٔ عایق کاری شدهٔ نازک نسبت به جداره‌های ضخیم‌تر ترجیح داده می‌شود زیرا در جداره‌های نازک‌تر انرژی کمتری ذخیره می‌گردد.
5. یکی از روش‌هایی که می‌تواند استفاده گردد تا گرمای ذخیره شده را کاهش دهیم این است که دیرگدازهای بخش داخلی آستر نسوز را از نوع مواد عایق استفاده کنیم.

دیرگدازهای مناسب با استحکام خوب و مقاوم در برابر خردشدن را می‌توان در گسترهٔ دمایی ۱۳۰۰ درجه سانتیگرد استفاده کرد. این دیرگدازها که از جمله مواد عایق محسوب می‌شوند را عایق‌های سطح داغ (hot face insulation) نامیده می‌شوند.
1. آجرهای ساخته شده از عایق‌های هات فیس از دیرگدازهای معمولی سبک ترند. این آجرها معمولاً وزنی معادل یک سوم یا یک دوم آجرهای دیرگداز معمولی دارند؛ بنابراین گرمای ذخیره شده در داخل این آجرها بسیار کم است.

فاکتورهای اساسی که بر روی عملکرد دیرگدازها اثر می‌گذارد عبارتند از:
دما، ترکیب شیمیایی، ترکیب شیمیایی گاز یا سرباره، سرعت حرکت سرباره (حالت آرام یا توربلانت)، تنش‌های ترمومکانیکی. علاوه براین، انتخاب نوع دیرگداز به نوع کوره یا واحد حرارتی و شرایط غالب در حین کاربرد بستگی دارد. شرایط غالب در حین کاربرد عبارت است از:
اتمسفر گازی، حضور سرباره، نوع فلز شارژ شده به کوره و …
دمای کاربرد ممکن است مهم‌ترین عامل باشد اما قطعً تنها عامل قطعی برای انتخاب دیرگدازها نیست. انتخاب صحیح دیرگدازها برای کاربردی خاص باعث می‌گردد تا عملکرد آن فرایند به خاطر خواص آن دیرگداز تحت تأثیر قرار گیرد. و بهبود یابد. هر طراح کوره باید اطلاعات کافی در مورد وضعیتی که دیرگدازهای یک کوره با آن‌ها روبرو می‌شوند، داشته باشد. سازندگان و استفاده‌کنندگان از دیرگدازها باید قبل از انتخاب دیرگداز به نکات زیر توجه کنند.
1. ناحیهٔ مورد استفاده
2. دمای کارکرد
3. میزان سایش و ضربات اعمالی
4. نیروهای ساختاری وارد بر کوره
5. استرس‌های اعمالی به خاطر گرادیان دما در ساختار و نوسان دمایی
6. سازگاری شیمیایی با محیط کوره
7. انتقال حرارت و صرفه جویی در مصرف انرژی
8. صرفه جویی اقتصادی

از میان فاکتورهای بالا باید ارزیابی هدفمند صورت گیرد. تخمین مناسب از ویژگی‌های مورد نیاز باید به عنوان خطوط راهنما برای انتخاب مواد دیرگداز در نظر گرفته شود.
مسئلهٔ حفاظت از انرژی مسئلهٔ بسیار مهمی است که مورد توجه تولیدکنندگان و مصرف‌کنندگان کوره‌ها است. مصرف سوخت را می‌توان به دو روش کاهش داد. یکی با عایق کاری و دومی با افزایش سرعت فرایند تولید. هر دو روش گفته شده باعث کاهش مصرف انرژی برای هر تن محصول تولیدی می‌شوند.